# Saint-Pardon-de-Conques
Saint-Pardon-de-Conques est une commune du Sud-Ouest de la France, située dans le département de la Gironde, en région Nouvelle-Aquitaine.

## Géographie

### Localisation
Commune de l'unité urbaine de Langon située dans le vignoble des Graves sur le Beuve et sur la rive gauche (sud) de la Garonne, à 52 km au sud-est de Bordeaux, chef-lieu du département et à 6 km à l'est de Langon, chef-lieu d'arrondissement et anciennement de canton.

### Communes limitrophes
Les communes limitrophes en sont Castets et Castillon au nord-est (anciennement Castets-en-Dorthe), Saint-Loubert à l'est, Bieujac au sud-est, Auros au sud et Saint-Pierre-de-Mons à l'ouest ; sur la rive droite de la Garonne la commune de Saint-Pierre-d'Aurillac s'en trouve au nord.
|                      | Saint−Pierre−d'Aurillac rive droite de la Garonne | Castets et Castillon |
| Saint-Pierre-de-Mons | Saint-Pardon-de-Conques                           | Saint-Loubert        |
|                      | Auros                                             | Bieujac              |

### Hydrographie
La commune est arrosée par la rivière du Beuve qui se sépare en deux bras au tripoint entre Saint-Pardon, Saint-Loubert et Castets et Castillon, un premier bras qui va vers le nord faisant office de limite territoriale est avec Castets avant de se jeter dans la Garonne et un plus petit, nommé Petit Beuve, partant vers l'ouest, d'abord limite communale avec Saint-Loubert puis traversant la commune d'est en ouest, recevant, près du château des Jaubertes, les eaux du ruisseau de Mondic venant du sud et né sur le territoire communal près du lieu-dit Landirouette, pour finir par faire limite territoriale avec Saint-Pierre-de-Mons et se jeter dans la Garonne.

### Climat
Pour des articles plus généraux, voir Climat de la Nouvelle-Aquitaine et Climat de la Gironde.
Historiquement, la commune est exposée à un climat océanique aquitain.  
En 2020, Météo-France publie une typologie des climats de la France métropolitaine dans laquelle la commune est exposée à un climat océanique et est dans la région climatique  Aquitaine, Gascogne, caractérisée par une pluviométrie abondante au printemps, modérée en automne, un faible ensoleillement au printemps, un été chaud (19,5 °C), des vents faibles, des brouillards fréquents en automne et en hiver et des orages fréquents en été (15 à 20 jours).
Pour la période 1971-2000, la température annuelle moyenne est de 12,8 °C, avec une amplitude thermique annuelle de 14,9 °C. Le cumul annuel moyen de précipitations est de 830 mm, avec 11,6 jours de précipitations en janvier et 6,7 jours en juillet. Pour la période 1991-2020, la température moyenne annuelle observée sur la station météorologique la plus proche, située sur la commune de Cazats à 10 km à vol d'oiseau, est de 13,7 °C et le cumul annuel moyen de précipitations est de 825,5 mm,. Pour l'avenir, les paramètres climatiques de la commune estimés pour 2050 selon différents scénarios d’émission de gaz à effet de serre sont consultables sur un site dédié publié par Météo-France en novembre 2022.

## Urbanisme

### Typologie
Au 1er janvier 2024, Saint-Pardon-de-Conques est catégorisée commune rurale à habitat dispersé, selon la nouvelle grille communale de densité à sept niveaux définie par l'Insee en 2022.
Elle appartient à l'unité urbaine de Langon, une agglomération intra-départementale regroupant six  communes, dont elle est une commune de la banlieue,,. Par ailleurs la commune fait partie de l'aire d'attraction de Bordeaux, dont elle est une commune de la couronne,. Cette aire, qui regroupe 275 communes, est catégorisée dans les aires de 700 000 habitants ou plus (hors Paris),.

### Occupation des sols

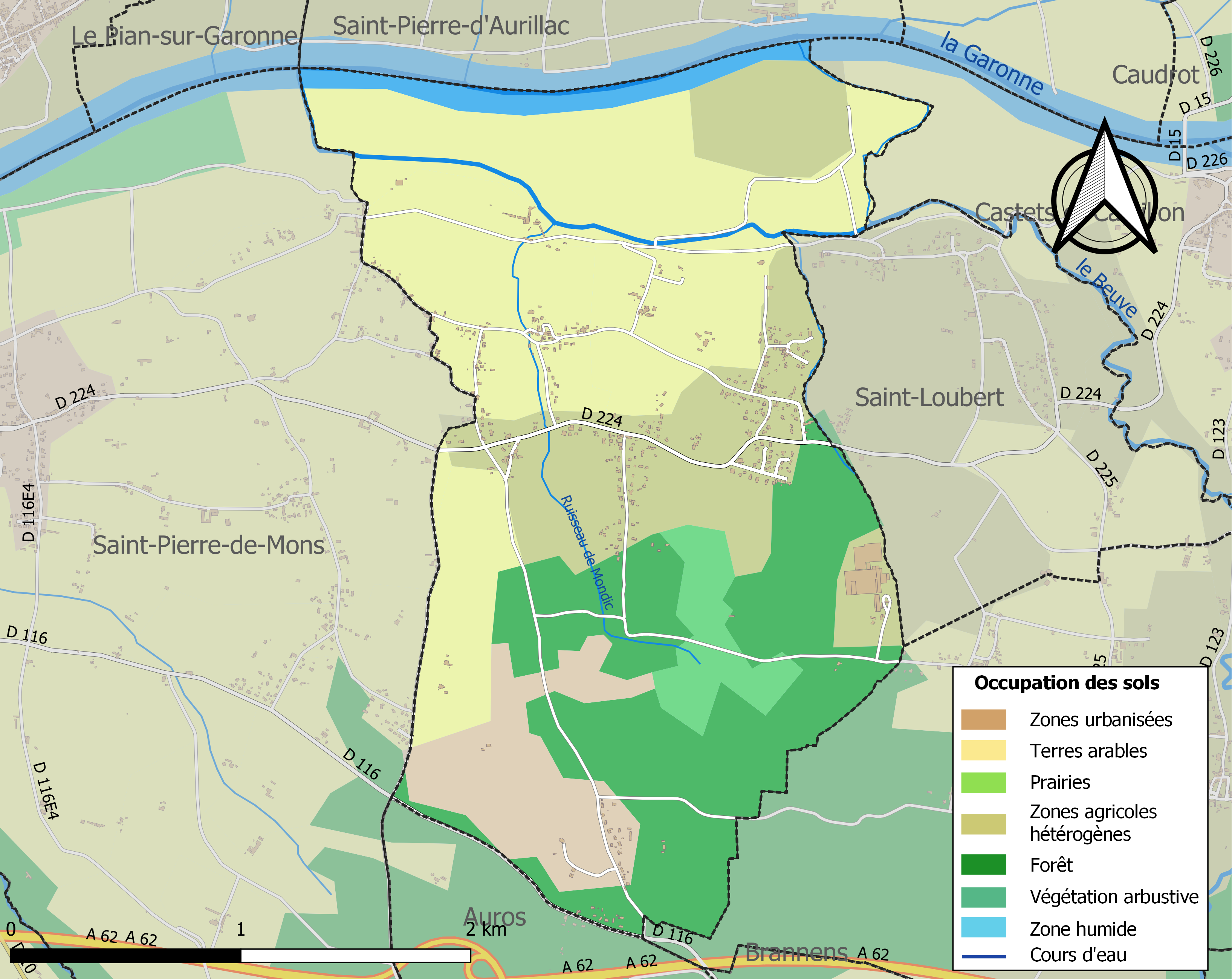
Carte des infrastructures et de l'occupation des sols de la commune en 2018 (CLC).

L'occupation des sols de la commune, telle qu'elle ressort de la base de données européenne d’occupation biophysique des sols Corine Land Cover (CLC), est marquée par l'importance des territoires agricoles (60,5 % en 2018), en augmentation par rapport à 1990 (55,3 %). La répartition détaillée en 2018 est la suivante : 
terres arables (28 %), forêts (24,6 %), zones agricoles hétérogènes (20,8 %), cultures permanentes (11,7 %), espaces verts artificialisés, non agricoles (8,4 %), milieux à végétation arbustive et/ou herbacée (3,8 %), eaux continentales (2,8 %). L'évolution de l’occupation des sols de la commune et de ses infrastructures peut être observée sur les différentes représentations cartographiques du territoire : la carte de Cassini (XVIIIe siècle), la carte d'état-major (1820-1866) et les cartes ou photos aériennes de l'IGN pour la période actuelle (1950 à aujourd'hui).

### Voies de communication et transports
La principale voie de communication routière qui traverse la commune est la route départementale D224 qui mène vers l'ouest à Saint-Pierre-de-Mons puis à Langon et vers l'est à Saint-Loubert et Castets et Castillon et, au-delà, vers La Réole.
L'accès à l'autoroute A62 (Bordeaux-Toulouse) le plus proche est le no 3, dit de Langon, distant de 7 km vers l'ouest.
L'accès no 1, dit de Bazas, à l'autoroute A65 (Langon-Pau) se situe à 18 km vers le sud.
La gare SNCF la plus proche est celle, distante de 6,5 km, de Langon sur la Bordeaux-Sète du TER Nouvelle-Aquitaine.

### Risques majeurs
Le territoire de la commune de Saint-Pardon-de-Conques est vulnérable à différents aléas naturels : météorologiques (tempête, orage, neige, grand froid, canicule ou sécheresse), inondations et séisme (sismicité très faible). Un site publié par le BRGM permet d'évaluer simplement et rapidement les risques d'un bien localisé soit par son adresse soit par le numéro de sa parcelle.
Certaines parties du territoire communal sont susceptibles d’être affectées par le risque d’inondation par débordement de cours d'eau, notamment le Beuve. La commune a été reconnue en état de catastrophe naturelle au titre des dommages causés par les inondations et coulées de boue survenues en 1982, 1983, 1991, 1997, 1999 et 2009,.

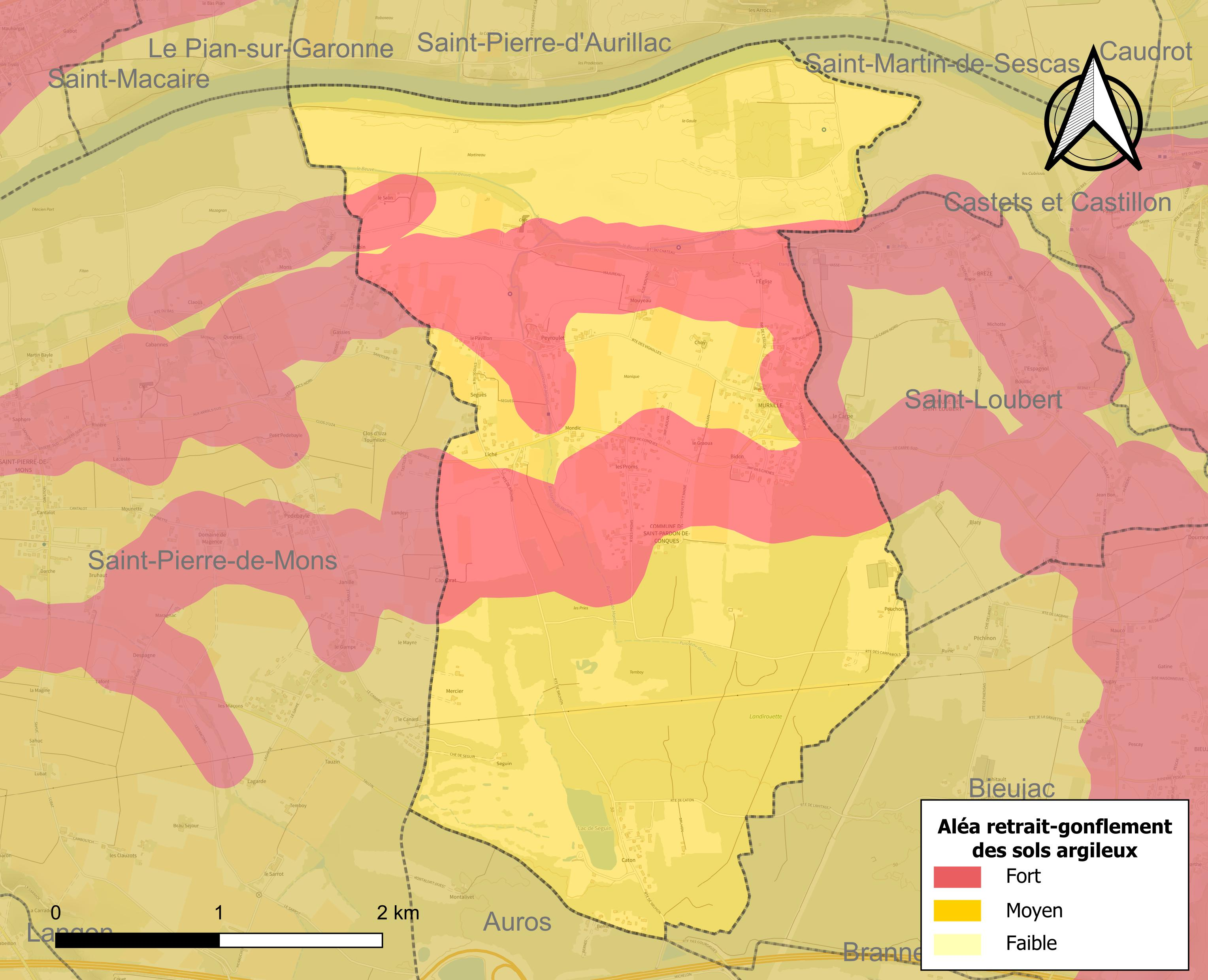
Carte des zones d'aléa retrait-gonflement des sols argileux de Saint-Pardon-de-Conques.

Le retrait-gonflement des sols argileux est susceptible d'engendrer des dommages importants aux bâtiments en cas d’alternance de périodes de sécheresse et de pluie. La totalité de la commune est en aléa moyen ou fort (67,4 % au niveau départemental et 48,5 % au niveau national). Sur les 251 bâtiments dénombrés sur la commune en 2019, 251 sont en aléa moyen ou fort, soit 100 %, à comparer aux 84 % au niveau départemental et 54 % au niveau national. Une cartographie de l'exposition du territoire national au retrait gonflement des sols argileux est disponible sur le site du BRGM,.
Concernant les mouvements de terrains, la commune a été reconnue en état de catastrophe naturelle au titre des dommages causés par des mouvements de terrain en 1999.

## Toponymie
Le nom de la commune fait référence au pèlerinage de Saint-Jacques-de-Compostelle, le pardon étant la rémission des péchés recherchée par l'acte du pèlerinage même et le mot « conque » désignant une coquille, signe de reconnaissance du pèlerin.
Une autre hypothèse évoque la légende d’une matrone ayant assisté en Orient à la décollation de saint Jean-Baptiste et trempé un linge dans le sang du saint. Elle dépose le linge dans une conque en argent et le ramène à Bazas. La conque est perdue à l’époque des invasions barbares puis retrouvée dans l’église de Saint-Pardon-de-Conques.
Le nom de la commune est Sent Perdon de Concas en gascon.

## Histoire
À la Révolution, la paroisse Saint-Pardon-de-Conques (ou des Jauberthes) forme la commune de Saint-Pardon-de-Conques. La commune de Saint-Pardon-de-Conques a été agrandie d'une partie (de la section D) de la commune de Saint-Pierre-d'Aurillac.
La susdite section D de la commune de Saint-Pierre-d'Aurillac, nommée Isle-de-Barreau, a été distraite de cette commune et attribuée à Saint-Pardon au début du XIXe siècle, apparaissant pétrusienne-aurillacoise sur le plan cadastral de 1812 et perdonnaise sur le plan cadastral de 1851.

## Politique et administration

### Liste des maires
| Période                                  | Période       | Identité                         | Étiquette | Qualité                            |
| ---------------------------------------- | ------------- | -------------------------------- | --------- | ---------------------------------- |
| mars 2001                                | mars 2014     | Walter Gruber                    |           | ancien professeur de mathématiques |
| mars 2014                                | novembre 2014 | Nathalie Charbonnier (démission) |           |                                    |
| novembre 2014                            | janvier 2015  | Jean-Claude Labbé                |           | Premier adjoint, maire intérimaire |
| janvier 2015                             | En cours      | Gilbert Blangero                 |           | Cadre                              |
| Les données manquantes sont à compléter. |               |                                  |           |                                    |

### Intercommunalité
Le 1er janvier 2014, la communauté de communes du Pays de Langon ayant été supprimée, la commune de Saint-Pardon-de-Conques s'est retrouvée intégrée à la communauté de communes du Sud Gironde siégeant à Mazères.

## Démographie
Les habitants sont appelés les Perdonnais.
L'évolution du nombre d'habitants est connue à travers les recensements de la population effectués dans la commune depuis 1793. Pour les communes de moins de 10 000 habitants, une enquête de recensement portant sur toute la population est réalisée tous les cinq ans, les populations de référence des années intermédiaires étant quant à elles estimées par interpolation ou extrapolation. Pour la commune, le premier recensement exhaustif entrant dans le cadre du nouveau dispositif a été réalisé en 2005.

En 2022, la commune comptait 639 habitants, en évolution de +10,94 % par rapport à 2016 (Gironde : +6,91 %, France hors Mayotte : +2,11 %).
| 1793 | 1800 | 1806 | 1821 | 1831 | 1836 | 1841 | 1846 | 1851 |
| ---- | ---- | ---- | ---- | ---- | ---- | ---- | ---- | ---- |
| 400  | 414  | 433  | 368  | 351  | 363  | 379  | 423  | 414  |

| 1856 | 1861 | 1866 | 1872 | 1876 | 1881 | 1886 | 1891 | 1896 |
| ---- | ---- | ---- | ---- | ---- | ---- | ---- | ---- | ---- |
| 413  | 368  | 359  | 374  | 349  | 374  | 345  | 321  | 336  |

| 1901 | 1906 | 1911 | 1921 | 1926 | 1931 | 1936 | 1946 | 1954 |
| ---- | ---- | ---- | ---- | ---- | ---- | ---- | ---- | ---- |
| 342  | 312  | 315  | 257  | 261  | 278  | 263  | 241  | 241  |

| 1962 | 1968 | 1975 | 1982 | 1990 | 1999 | 2005 | 2006 | 2010 |
| ---- | ---- | ---- | ---- | ---- | ---- | ---- | ---- | ---- |
| 247  | 197  | 189  | 235  | 361  | 393  | 472  | 497  | 540  |

| 2015 | 2020 | 2022 | - | - | - | - | - | - |
| ---- | ---- | ---- | - | - | - | - | - | - |
| 573  | 610  | 639  | - | - | - | - | - | - |

## Culture locale et patrimoine

### Lieux et monuments
- L'église Saint-Pardon, de style roman date des XIe et XIIe siècles ; des ailes latérales lui ont été adjointes au XVIIe siècle.
- Le château des Jaubertes est la propriété d'une personne privée. Il date en majorité des XVIe et XVIIe siècles et est inscrit monument historique depuis 1978[31].
- Le pigeonnier du Salin, également propriété privée, date du XVIIe siècle et est inscrit monument historique depuis 1978[32].

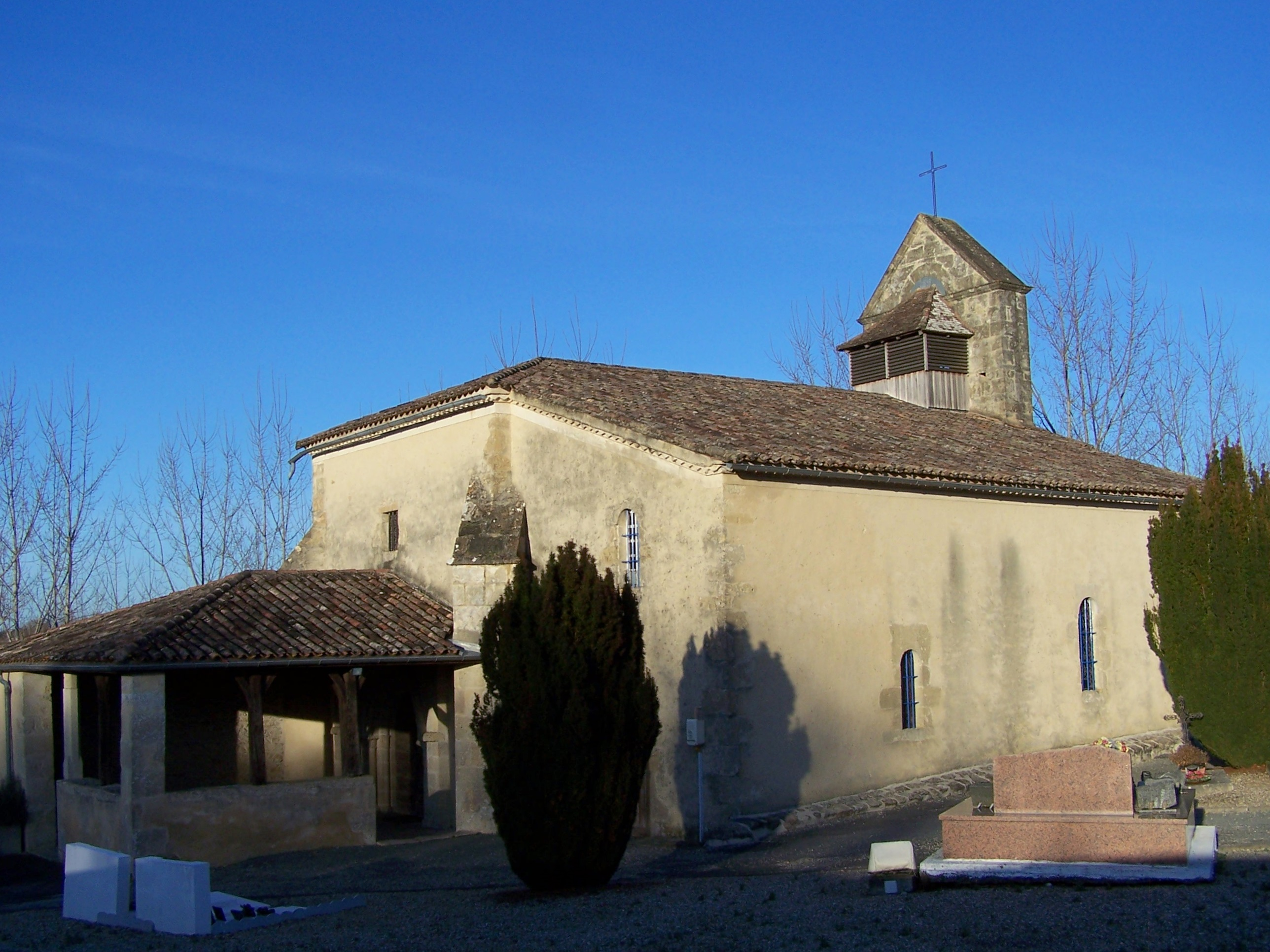
L'église Saint-Pardon (jan. 2010)
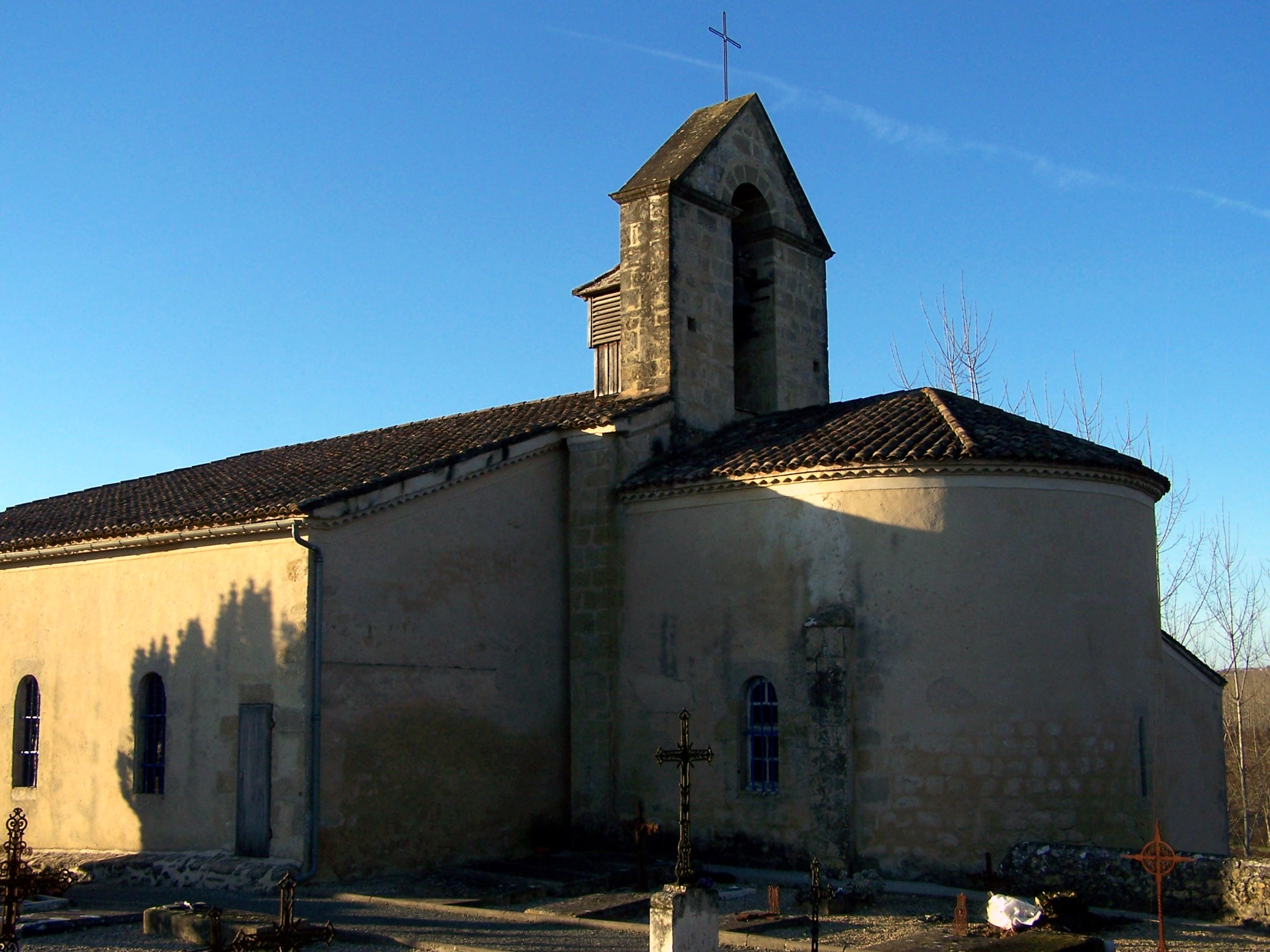
Le chevet de l'église (jan. 2010)
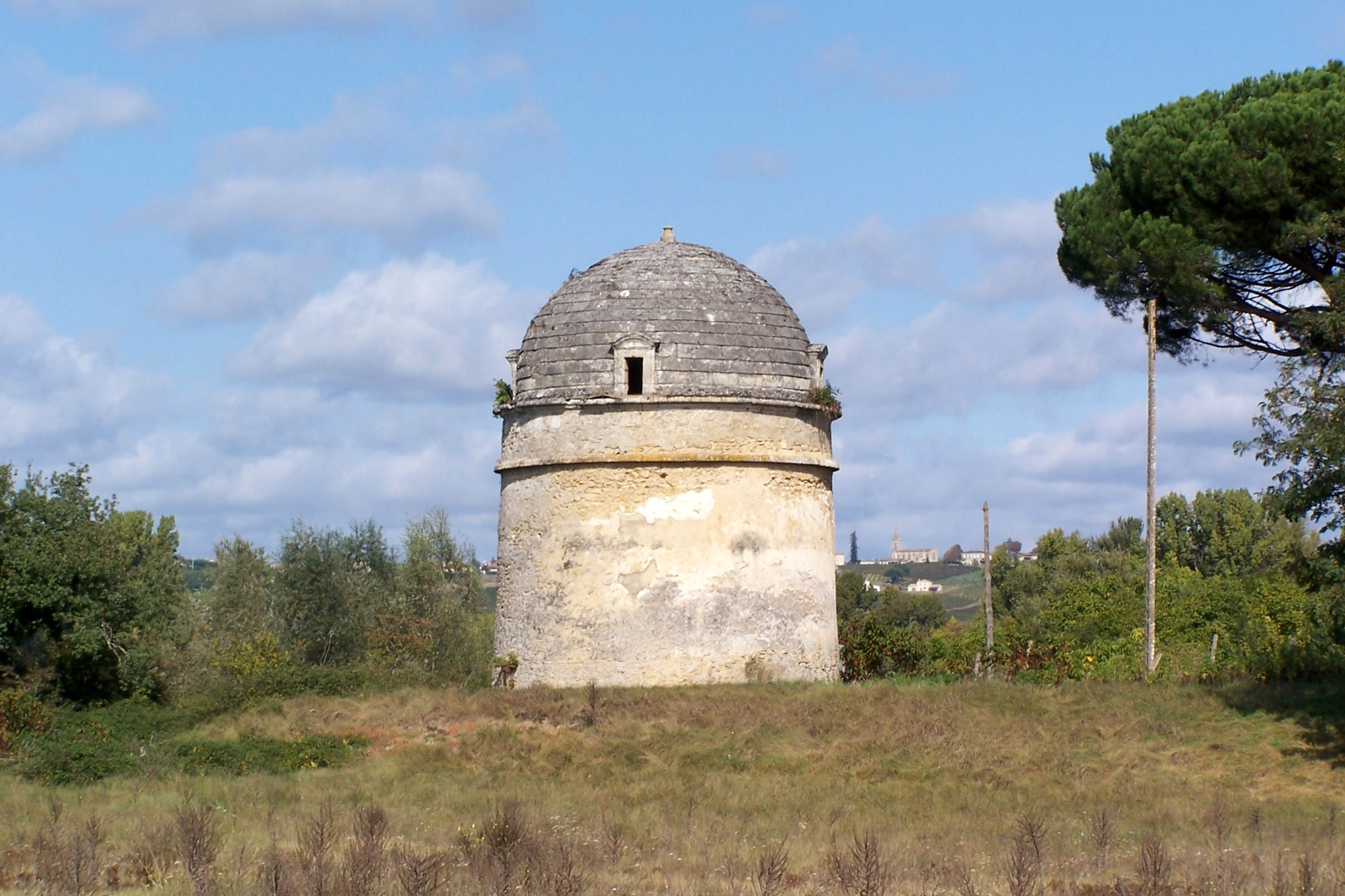
Le pigeonnier du Salin (oct. 2011)
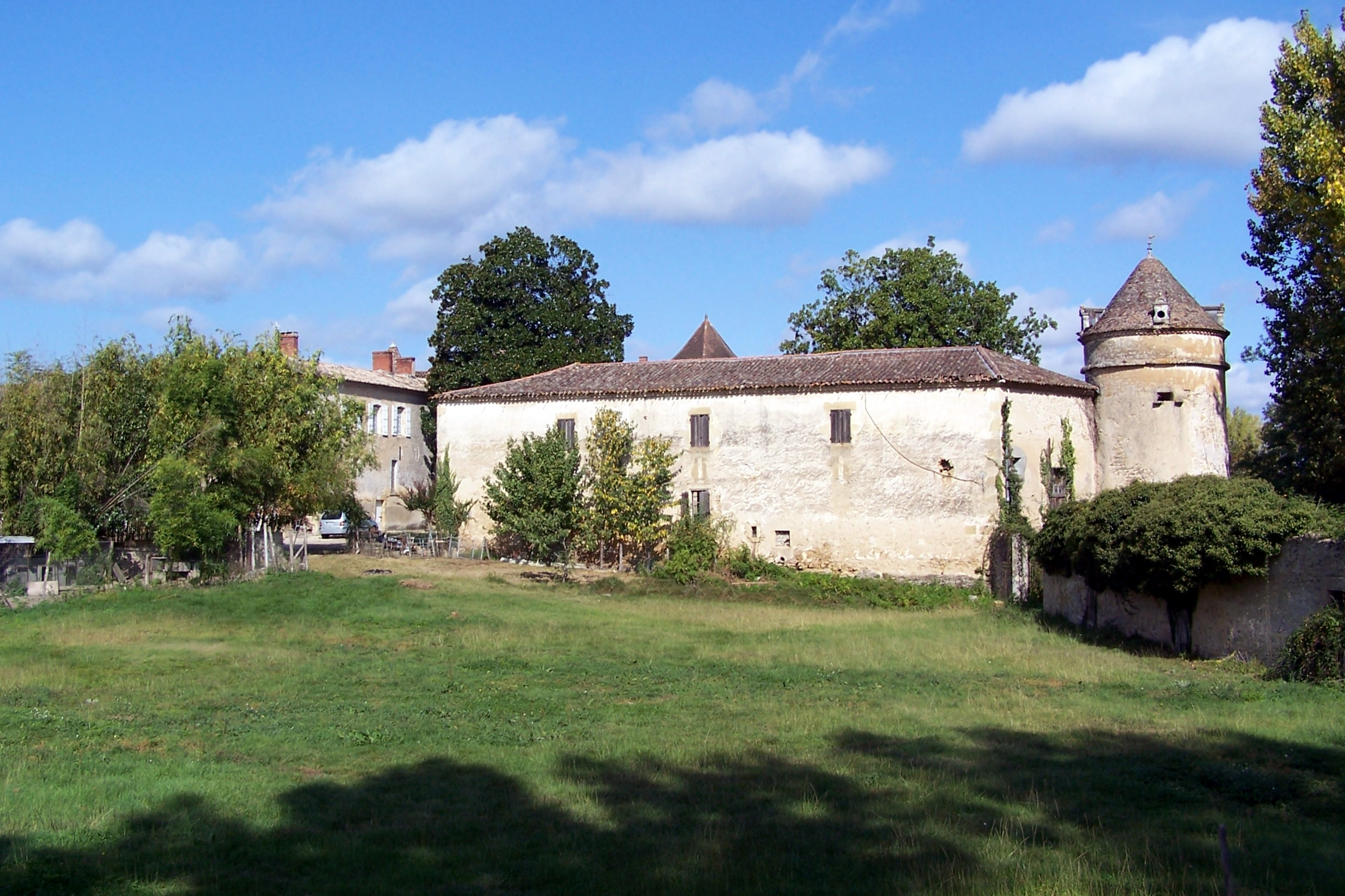
Le château de Jaubertes (oct. 2011)
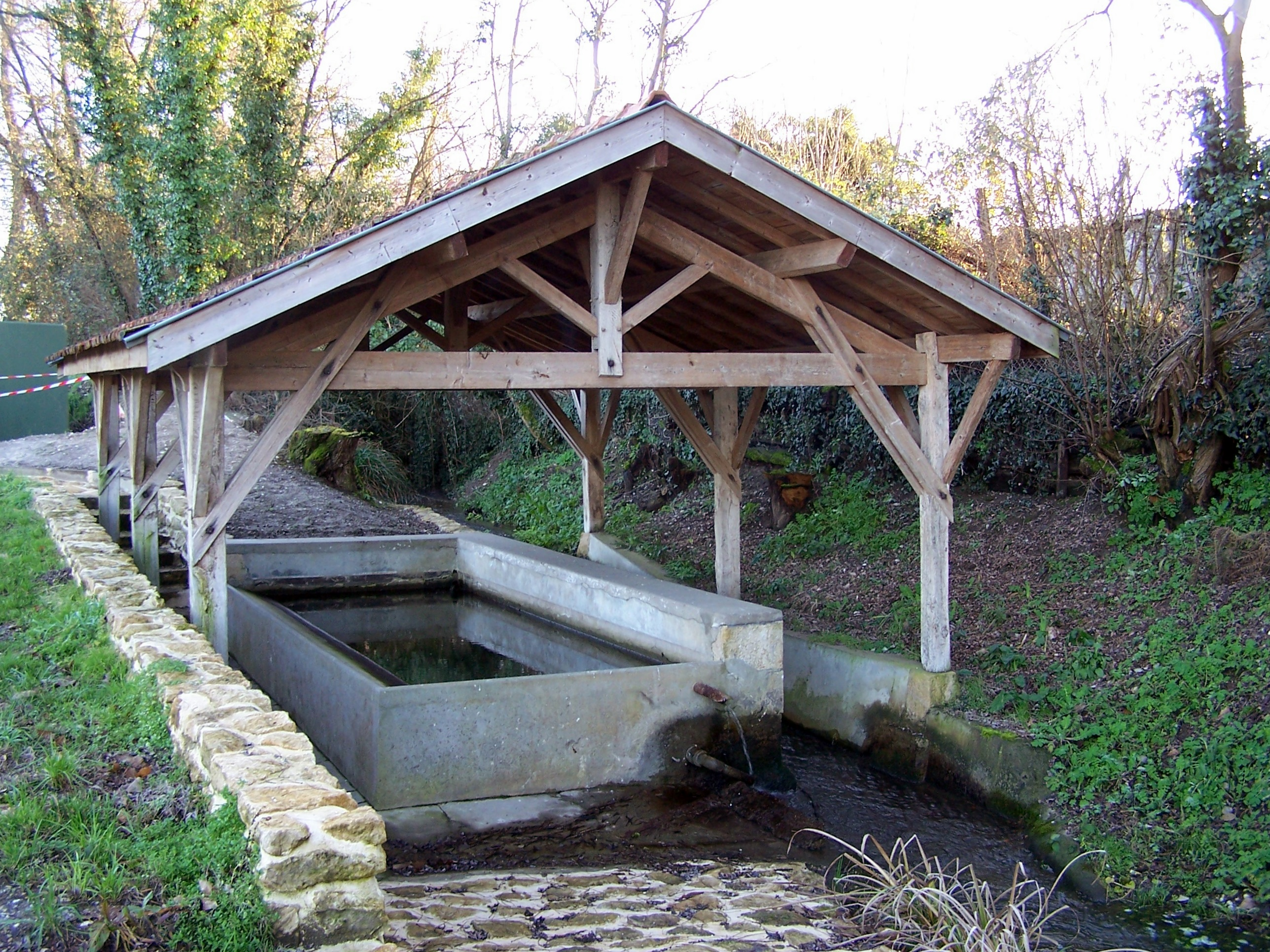
Le lavoir de Vignolles (jan. 2010)
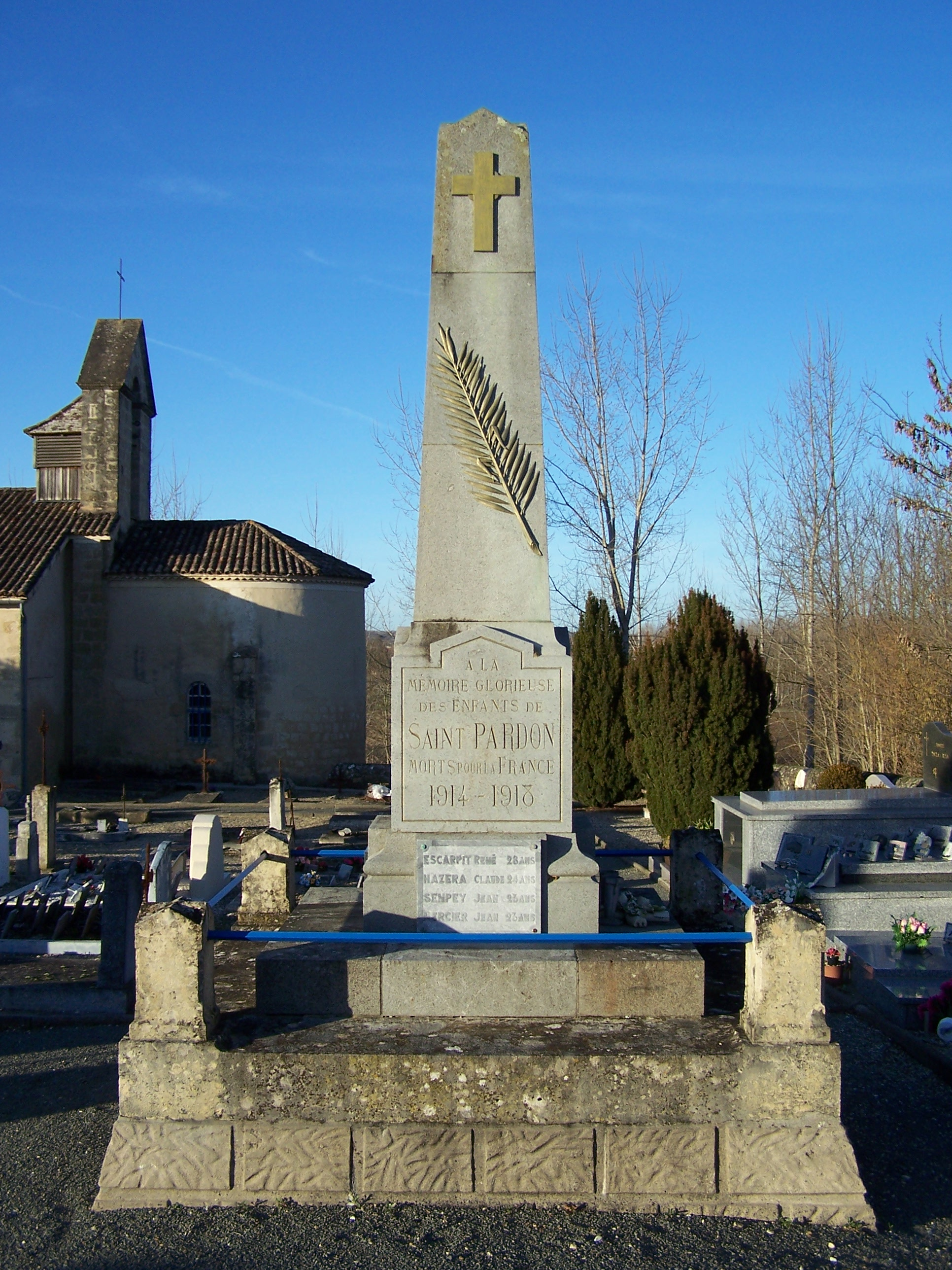
Le monument aux morts, dans le cimetière autour de l'église (jan. 2010)

### Personnalités liées à la commune
- Marie Colomb, actrice